# Carlos Iriarte Mercado
Carlos Iriarte Mercado es un abogado y político mexicano, miembro del Partido Revolucionario Institucional. Se ha desempeñado como presidente municipal de Huixquilucan, diputado local y diputado federal. Fue dirigente estatal del PRI en el Estado de México.

## Estudios
Carlos Iriarte es Licenciado en Derecho egresado de la Universidad Nacional Autónoma de México, además tiene una maestría en Administración y Políticas Públicas por el Instituto Tecnológico y de Estudios Superiores de Monterrey y es doctor en Administración Pública por la Universidad Anáhuac. Realizó un posgrado en finanzas en la Escuela de Gobierno John F. Kennedy de la Universidad de Harvard[cita requerida]. 

## Carrera pública
Sus primeros cargos públicos fueron Director de Concertación de la Dirección General de Protección Civil de la Secretaría de Gobernación y secretario técnico del Comité de Planeación de Emergencias de la Central Nuclear Laguna Verde.
En 2000 fue nombrado director general de Seguridad Pública y Tránsito del estado de México en el gobierno de Arturo Montiel Rojas, en 2004 el mismo gobernador lo nombró titular de la Secretaría de Desarrollo Social del estado hasta el término de su gobierno en 2005.
Entre 2006 a 2009 fue Secretario de Organización del comité estatal del PRI en el estado de México. En 2009 fue elegido diputado al Congreso del Estado de México y en 2012 ganó la elección de Presidente Municipal de Huixquilucan, asumiendo el cargo el 1 de enero de 2013.
Pidió licencia a la presidencia municipal de Huixquilucan el 18 de junio de 2014, y fue elegido Presidente Estatal del PRI en el Estado de México.
En 2015 fue elegido diputado federal por el principio de representación proporcional a la LXIII Legislatura para el periodo que termina en 2018. En la Cámara de Diputados es secretario de la comisión de Seguridad Pública, e integrante de las comisiones de Economía y de Justicia.
En enero de 2018 fue seleccionado por el grupo parlamentario del PRI para ser coordinador parlamentario de los diputados de su partido en sustitución de César Camacho.